# Papa João VII
Papa João VII (Rossano, c. 655 — 18 de outubro de 707) foi o 86º Papa da Igreja Católica, de 1 de março de 705 até sua morte.
Era devoto da Virgem Maria e ergueu várias igrejas para homenageá-la, além de ter mandado restaurar muitas outras. Manteve boas relações com os lombardos. Restabeleceu a disciplina eclesiástica em Inglaterra. Ele recebeu do imperador Justiniano II os cânones do Concílio Quinissexto (In Trullo) com um pedido para que ele assinasse (algo que o Papa Sérgio I já se recusara a fazer). João devolveu o texto sem assiná-lo, embora nele nada encontrasse que pudesse ser condenado.